# Tomislav Mesić
Tomislav Mesić (Čajniče, 23. rujna 1912. – Chicago, 24. studenoga 1995.), hrvatski rodoljub, dugogodišnji glavni tajnik Hrvatskoga svjetskog kongresa. Na glasu kao nadareni govornik i neumorni radnik. Pisao pjesme i novinske članke.

## Životopis
Čajničanin Mesić rodio se 1912. godine. Rodnim se Čajničem ponosio cijeloga života. U Čajniču je završio srednju školu.  Još kao učenik u gimnaziji zanosio se pravaškim idejama za slobodu svoga hrvatskoga naroda i prenosio ih na istomišljenike iz škole. Kao mladić je svoje spjevane pjesme objavljivao u listu Mladost. Pisao je članke u slavonskobrodskoj Istini. Oženio je Emiliju Frank.
 S njome je dobio trojicu sinova, od kojih se Davorin rodio u Hrvatskoj, Stanko u Austriji a najmlađi Tomica u Americi.
U Drugom svjetskom ratu mobiliziran je u hrvatskoj vojsci u Nezavisnoj Državi Hrvatskoj. Došao je do čina pukovnika. Držao je govore kojima je dizao moral hrvatskih vojnika u obrani Domovine. Tijekom rata izašao iz vojske i potom obnašao civilnu službu stožernika cijele Hercegovine sa sjedištem u Mostaru. Časno je odigrao upraviteljsku ulogu, neprestano pomažući ugroženom narodu, kojeg su neprijatelji napadali sa svih strana. Situacije se osobito pogoršala nakon što se povukla njemačka vojska i vojska NDH. Komunisti i četnici počinili su masovne pokolje nad Hrvatima, posebno nad predstavnicima katoličke Crkve i njezinim svećenicima.
U Hercegovini je ostao do početka 1945., koju je napustio povlačeći se s vojskom NDH prema hrvatskim izbjeglicama punom Zagrebu. Početkom svibnja s vojskom NDH napustio je Zagreb. Odluka o odlasku bila je 5. svibnja 1945. godine. Odlučeno je da se hrvatska vojska ("ustaše domovine") izvuče iz Zagreba te pod oružjem pođe u susret Englezima, koji su obećali Vokiću i Lorkoviću da će primiti tu vojsku i očuvati od propasti i krvoprolića. Mesićeva je obitelj zaputila se skupa s obitelji puk. Mihovila Sertića, dok je Tomislav išao s vojskom. Plan je bio da se sretnu u Celju. Žena Emilija i sin Davorin autobusom su išli do Brežica.
Na slovenskoj granici naišao je na dobrog slovenskog župnika, koji je njega i Daniela Crljena nahranio te im dao civilnu odjeću da se presvuku iz uniforme. U Brežicama je pak Tomislavova obitelj presjela u njemački teretni vlak koji je vozio u pravcu Maribora. Nakon tri dana stigli su u Jesenice. Zbog vlakovima zakrčene pruge, vlak nije mogao dalje. Pridružili su se koloni gdje je pored Hrvata bilo Rusa, Čerkeza, Ukrajinaca koji su svi bježali pred komunistima u Austriju. Mesićeva obitelj i prijatelji našli su si konjsku zapregu i ušli u tu kolonu. Među visokim klisurama kolonu su zaskočili partizani sa svih strana i nastalo je puškaranje. Dobro su procijenili da valja bježati jer pucnjava je bila sve bliža. Pregazili su rječicu Černu bježeći dalje kolone, dok su prema njima letjeli meci. Stali su kad je pucnjava stala i prenoćili pod nekom stijenom u šumi, a sljedećeg dana na podu slovenske gostione. Svaki put su bježali čim su čuli približavanje partizana. Osam su se dana provlačili po šumama u Sloveniji. Povremeno bi našli smještaj ili prehranu kod dobronamjernih seljaka, noćili su u torovima kod ovaca, napuštenim hotelima punih stjenica. Mesićev trogodišnji sin bio je ozbiljno ugrožena zdravlja. S obitelji se Tomislav sreo u Krumpendorfu.
Stigao je Mesić u Bleiburg, prepun hrvatskih ratnih zarobljenika, vojnika i civila. Na njegovu sreću nije se zadržao nego je nastavio dalje, jer je sreo ljude koji su mu rekli dobar savjet. S vojskom NDH bio je stigao u englesku zonu. Imao je sreću da je naišao na Engleze koji su ga dobro savjetovali. Preporučili su mu da se vojska raziđe širom Austrije. Procjena da posluša njihov savjet pokazala se točnom, jer zapadni Saveznici koji nisu imali razumijevanja za hrvatske izbjeglice, koji su samo napuštali Domovinu i nadali se pravednom postupku.
Kroz Sloveniju i Austriju vozio se i pješačio s obitelji nekih sedam tjedana. Budući da nisu imali kalendara nisu znali koji je dan sve dok nisu stigli u Salzburg, gdje su vidjeli da je 19. lipnja, dan prije Tijelova. Dok su sutradan građani sudjelovali u procesiji, Mesić, obitelji i drugovi, svi u izderanoj odjeći, skrivali su se po salzburgškim „haustorima“ da ih možda policija ne potjera. Boravili su u jednom logoru, no tu ih je netko izdao. U sobu su jedne noći ušli Amerikanci kupeći muškarce s namjerom da ih predaju Titovoj Jugoslaviji koja je htjela "ratne zločince". Za Mesića je vodič američkih vojnika, vjerojatno osoba koja je izdala, rekla da ne odvode Mesića. Logor za izbjeglice je preseljen u Saal Felden, bivše barake SS-ovačkih postrojba. Uskoro je Mesić doznao preko službenice iz američkog ureda da i njega traže, pa su otišli preko nekoliko lokacija do Schwarzacha, tj. britanske zone, boraveći kod jedne austrijske obitelji. Imali su mršave obroke i to je trajalo do Božića. Poslije je jednog jutra ing. Bosiljević prevezao ih autom u drugi logor, St. Gertaut kraj Volfsbucka, s mnoštvom Hrvata. Proljeća sljedeće godine novi logor za boravak bio je Fohhsdorf, gdje je prehrana bila iznimno loša. Američki vojnici opet su upali u sobu jednog jutra, postrojili logoraše i odveli nove osobe koje je tražila Titova Jugoslavija.
Poslije Drugoga svjetskog rata živio je u Austriji u Salzburgu. Ondje je bio tajnik Hrvatskoga Caritasa. 
Bio je veliki prijatelj vlč. Vilima Cecelje. U Austriji je proveo deset godina i surađivao u Glasniku Srca Isusova i Marijina koji je uređivao vlč. Vilim Cecelja.
U SAD je stigao 1955. godine. Živio u Bolinbrooku kod Chicaga. Dvije je godine uređivao Križ, glasilo franjevaca konventualaca sa sjedištem u Garay, Indiana. Poslije je radio fizičke poslove u hrvatskoj franjevačkoj tiskari u Chicagu. Budući da se pokazao vrsnim novinarem, sazivači Hrvatskog Kongresa u New Yorku 1962. godine, jednoglasno su ga izabrali za glavnog tajnika Kongresa. Iz Hrvatskoga kongresa izrasla je globalna politička organizacija pod nazivom Hrvatsko narodno vijeće. Nije stao s novinarskim radom, nego je pisao za Danicu. Demostenski nadareni govornik Mesić redovno je bio glavni govornik na priredbama Ujedinjenih američkih Hrvata, čiji je tajnik bio sedam godina.
Umro je u SAD-u u Chicagu u 83. godini. Sprovodni obredi bili su u crkvi sv. Jeronima u Chicagu.
Odabrane tekstove Tomislava Mesića i Josipa Koprivčevića priredio je Stribor U. Schwendemann i objavio ih 2003. godine u Vinkovcima. 2. travnja 2012. u Chicagu je fra Častimir Majić zapisao Uspomene na prijatelja i suradnika Tomislava Mesića.